# Andrea Miglionico
Andrea Miglionico  (né le 30 novembre 1662 à Miglionico, dans la province de Matera en Basilicate, et mort en 1711 à Ginosa, province de Tarente, dans les Pouilles) est un peintre italien qui fut actif du XVIIe siècle,  à la fin de la période baroque.

## Biographie

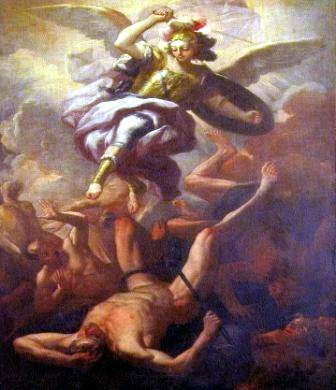
Saint Michel et les anges rebelles, église del Purgatorio d'Irsina

Andrea Miglionico fut un élève de Luca Giordano. Il a peint des sujets historiques et on trouve plusieurs de ses œuvres dans les églises de Naples, dont  une Pentecôte dans la basilique SS. Annunziata. On le confond souvent avec Andrea Malinconico.

## Œuvres
- La Pentecôte (basilique Santissima Annunziata de Naples).
- La Pentecôte (église Sant'Antonio a Tarsia de Naples).
- Saint Michel et les anges rebelles (église del Purgatorio d'Irsina).
- Vierge du carmel (église del Purgatorio d'Irsina).
- Les Noces de Cana (église de Sant’Agostino d'Irsina).
- Vierge en gloire entre saint Jean-Baptiste, sainte Rose de Lima et saint Laurent (cathédrale d'Irsina).
- La Sainte Famille (cathédrale d'Irsina).
- La Visitation (cathédrale d'Irsina).